# Ewell
Ewell is een plaats en civil parish in het district Epsom and Ewell, in het Engelse graafschap Surrey met 34.872 inwoners (2011).
Bij Ewell ligt Nonsuch Park, waar koning Hendrik VIII van Engeland een paleis, Nonsuch Palace, liet bouwen. Van het paleis is niets meer te zien, het werd eind 17e eeuw afgebroken. Wel staat het 18e-eeuwse Nonsuch Mansion nog overeind.

## Geboren in Ewell
- Janet Alexander (1880-1961), actrice
- Petula Clark (1932), zangeres, actrice en componiste
- James Whale (1951-2025), radio- en televisiepresentator en schrijver
- Philippa York (1958), wielrenner
- Sean Yates (1960), ploegleider en oud-wielrenner
- Michaela Strachan (1966), televisiepresentatrice